# Viacheslav Ivanenko
Viacheslav Ivanovich Ivanenko  (ruso:Вячеслав Иванович Иваненко, Kémerovo, 3 de marzo de 1961) es un atleta ruso especializado en marcha atlética.
En 1988 acudió a los Juegos Olímpicos de Seúl, consiguiendo la medalla de oro sobre la distancia de 50 km marcha.
Su mejor marca es 3h:38:29 en los 50 km y fue registrada durante su participación en aquellos Juegos Olímpicos.